# Jaime Avilés
Jaime Avilés Iturbe (Ciudad de México, 13 de marzo de 1954; ibíd., 8 de agosto de 2017) fue un periodista mexicano. Fue director fundador de Polemón, dramaturgo, narrador y cronista. También trabajó como marinero, actor de carpa, activista político y criador de conejos. Desde 1995 publicó una columna política semanal en el diario La Jornada, que llevaba el título "Desfiladero". Dos de sus crónicas forman parte de la antología A ustedes les consta, de Carlos Monsiváis. Su obra ha sido traducida al francés y al italiano.

## Reseña biográfica
Jaime Avilés Iturbe nació en 1954, fue reportero y columnista de los diarios Unomásuno, La Jornada, El Financiero y del semanario Proceso. En sus últimos años de vida, fundó y dirigió la revista Polemón.
Cultivó el género de la crónica. De ello dan testimonios sus libros La rebelión de los maniquíes (Grijalbo) y Los manicomios del poder (Debate) y cientos de textos que publicó en la prensa a lo largo de su vida. Carlos Monsiváis incluyó su crónica Iztapalapa, otra vez en su antología de crónica mexicana A ustedes les consta. Asimismo, fue incluido en el libro Páginas sobre la ciudad de México: 1469-1987, compilado por Emmanuel Carballo y José Luis Martínez.
En 1979, fue corresponsal de guerra en Nicaragua, y en 1983 cubrió la invasión militar estadounidense en la isla caribeña de Granada.
Cubrió el alzamiento zapatista en 1994. Junto con Gianni Minà, escribió Marcos e l’insurrezione zapatista.[cita requerida]
Además, publicó dos versiones de una novela sobre el alzamiento zapatista: Nosotros estamos muertos (Grijalbo) y Adiós cara de trapo (UACM). Su obra ha sido traducida al francés y al italiano.
En 2012, publicó el libro AMLO: vida privada de un hombre público (Grijalbo), sobre la vida del presidente Andrés Manuel López Obrador, previo a su candidatura presidencial en 2012.[cita requerida]
En la Enciclopedia de la literatura en México, aparece presentado como “dramaturgo, periodista, narrador y cronista. Ha sido marinero, actor de carpa, activista político y criador de conejos”.
Además, escribió sketches para teatro, y en muchas de sus obras participaba como actor. Fue cronista taurino, donde usó el seudónimo Lumbrera Chico, y se desempeñó como activista político en causas como la despenalización de las drogas y los derechos políticos de las minorías.

## Distinciones
- Finalista del Primer Premio Debate de Libro Reportaje 2007[16]